# Michael Stoute
Michael Clifford Stoute (nascido em 3 de fevereiro de 1948) é um ex-ciclista olímpico barbadense. Representou sua nação na prova de corrida individual em estrada nos Jogos Olímpicos de Verão de 1968.